# فرودگاه صحرایی چیچیما
فرودگاه صحرایی چیچیما (به انگلیسی: Chichijima Airfield) یک فرودگاه نظامی است که یک باند فرود آسفالت بتن دارد و طول باند آن ۸۰ متر است. این فرودگاه در کشور ژاپن قرار دارد و در ارتفاع - متری از سطح دریا واقع شده‌است.